# Heisuke Hironaka
Heisuke Hironaka (Yamaguchi, 9 de abril de 1931) es un matemático japonés. Después de completar sus estudios en la Universidad de Kioto, recibió el Ph.D. en Harvard, bajo la dirección de Oscar Zariski. Ganó la medalla Fields, entregada por la Unión Matemática Internacional, en 1970, por sus trabajos sobre las variedades algebraicas.
Fue profesor de la Universidad de Harvard de 1968 a 1992, con breves estancias en Brandeis, Columbia y la Universidad de Kioto. De vuelta a Japón, donde reside actualmente, presidió la Universidad de Yamaguchi de 1996 a 2002.